# 帕特里克·墨菲 (游泳运动员)
帕特里克·墨菲（英語：Patrick Murphy，1984年2月22日—）澳大利亚短距离游泳运动员，专项是自由泳和仰泳。
在2008年北京奥运会上，墨菲参加了4×100米自由泳接力的预赛和4×200米自由泳接力决赛，为澳大利亚夺得了两枚铜牌。